# Peperomia petiolata
Peperomia petiolata är en pepparväxtart som beskrevs av Joseph Dalton Hooker. Peperomia petiolata ingår i släktet peperomior, och familjen pepparväxter. Inga underarter finns listade i Catalogue of Life.